# موسیقی اشلاگر
اشلاگر یا اشلانگر سبک خاصی از موسیقی مردمی آلمان است که بیشتر خشن یا تند است و جنبه سرگرمی و رقص دارد و به جنبه‌های دیگر موسیقی در آن پرداخته نمی‌شود.
به‌طور کلی، به قطعات آوازی موسیقی پاپ که به راحتی با ساز همراه می‌شوند و متن‌های اغلب به زبان آلمانی، اغلب احساساتی هستند، به عنوان اشلانگر شناخته می‌شوند. با شروع با ملودی‌های محبوب اپرت، تأثیر ریتم‌ها و هارمونی جازی در موسیقی پاپ از دهه ۱۹۲۰ این سبک موسیقی، بیشتر مطرح شد.
از دهه ۱۹۵۰، شلاگر به عنوان "تعریف اصطلاحی دشوار در موسیقی سبک مدرن" و به عنوان "فرمی کوتاه برای رقص آسان و موسیقی سبک " توصیف شده‌است. دانشنامه انکارتا در سال ۲۰۰۳ شلاگر را به عنوان «از یک سو یک قطعه موسیقی موفق تجاری و از سوی دیگر به عنوان یک ژانر از موسیقی سبک» تعریف کرد. مشخصه «ساده‌ترین ساختارهای موسیقایی و متون پیش پا افتاده‌ای است که میل شنونده برای هماهنگی و شادی را جلب می‌کند». «مرزهای بین موسیقی پاپ و موسیقی محلی سیال است».

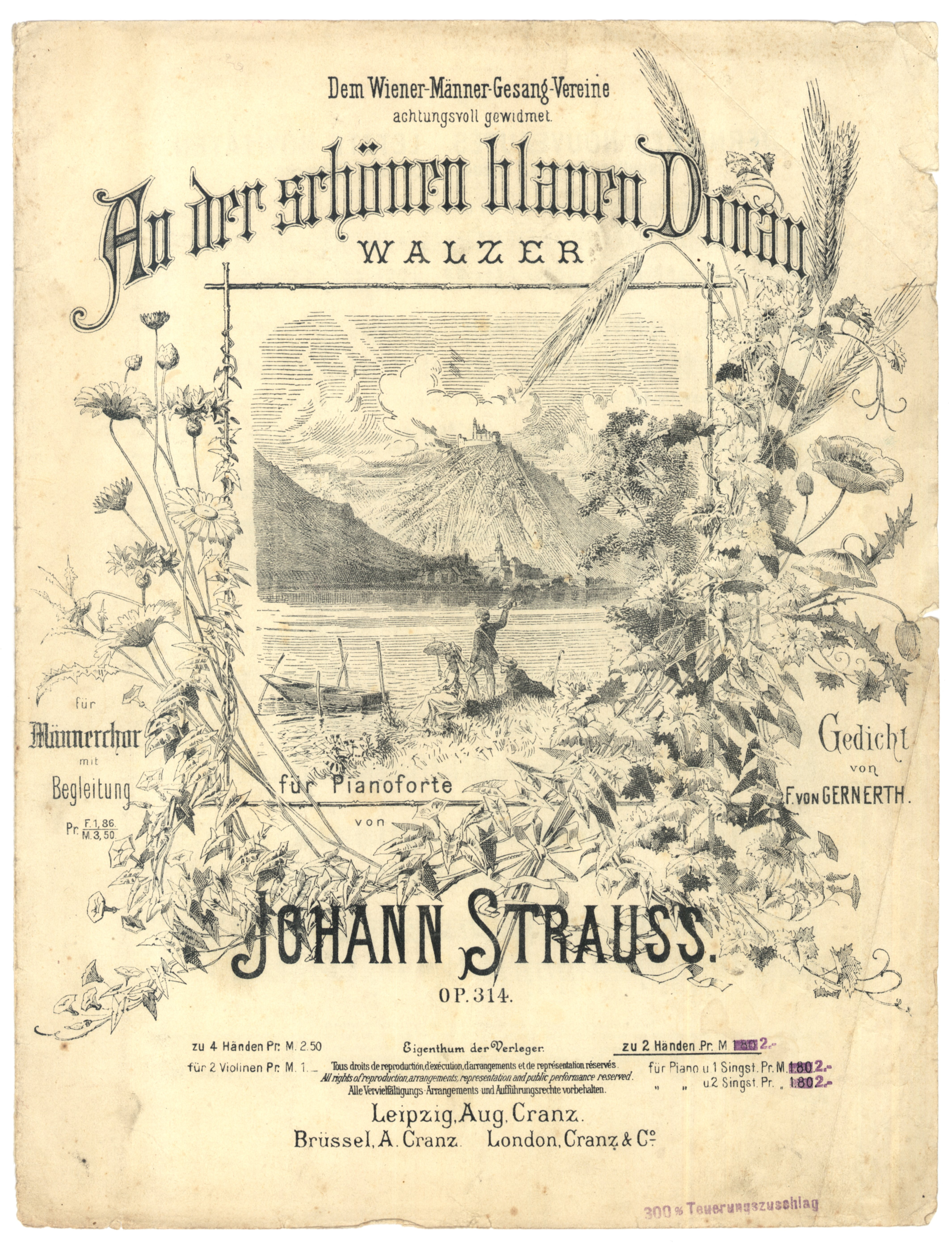
نت آهنگ والس روی دانوب آبی زیبا اثر یوهان اشتراوس، ۱۸۶۷

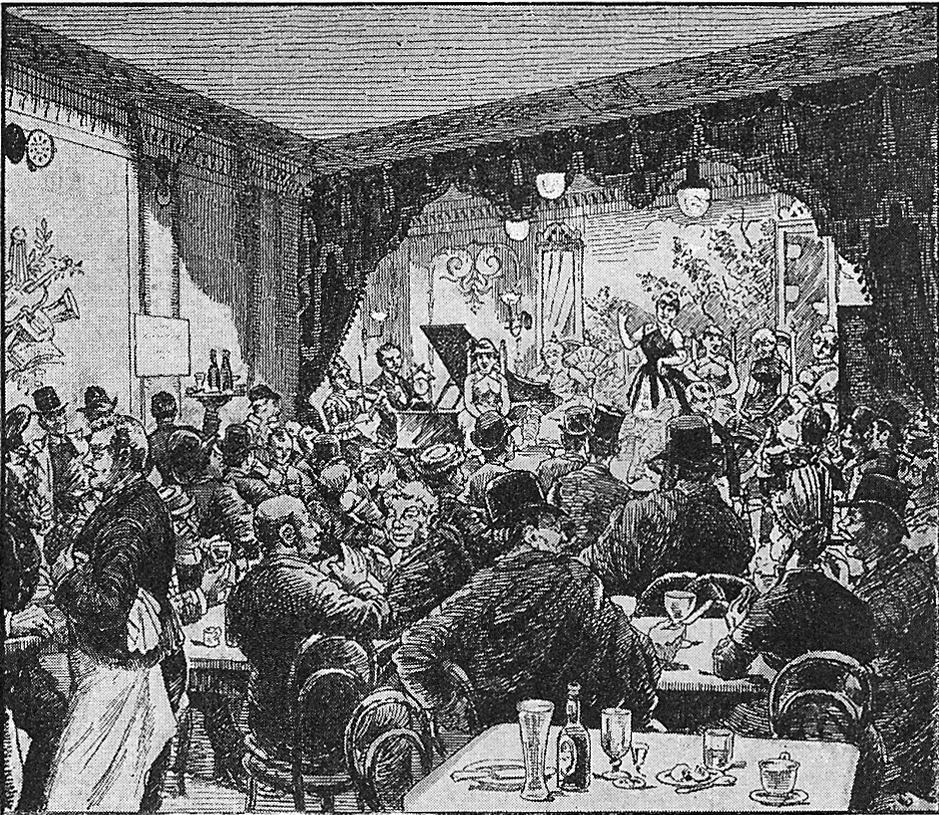
موسیقی شلاگر در یک کافه در کپنهاگ، ۱۹۱۹

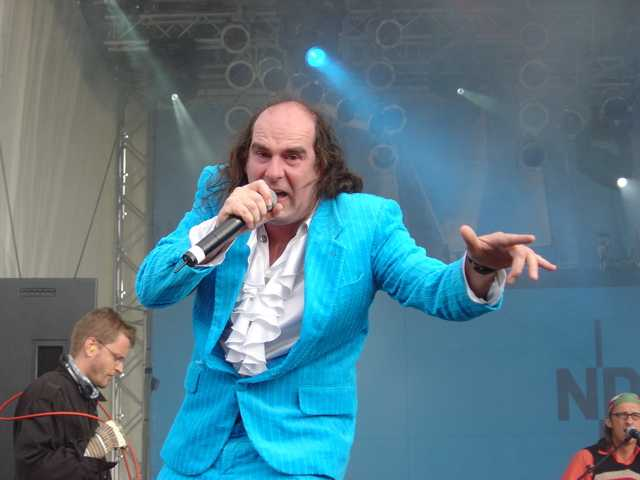
گیلدو هورن خواننده سبک اشلانگر

- گیلدو هورن خواننده سبک اشلانگر

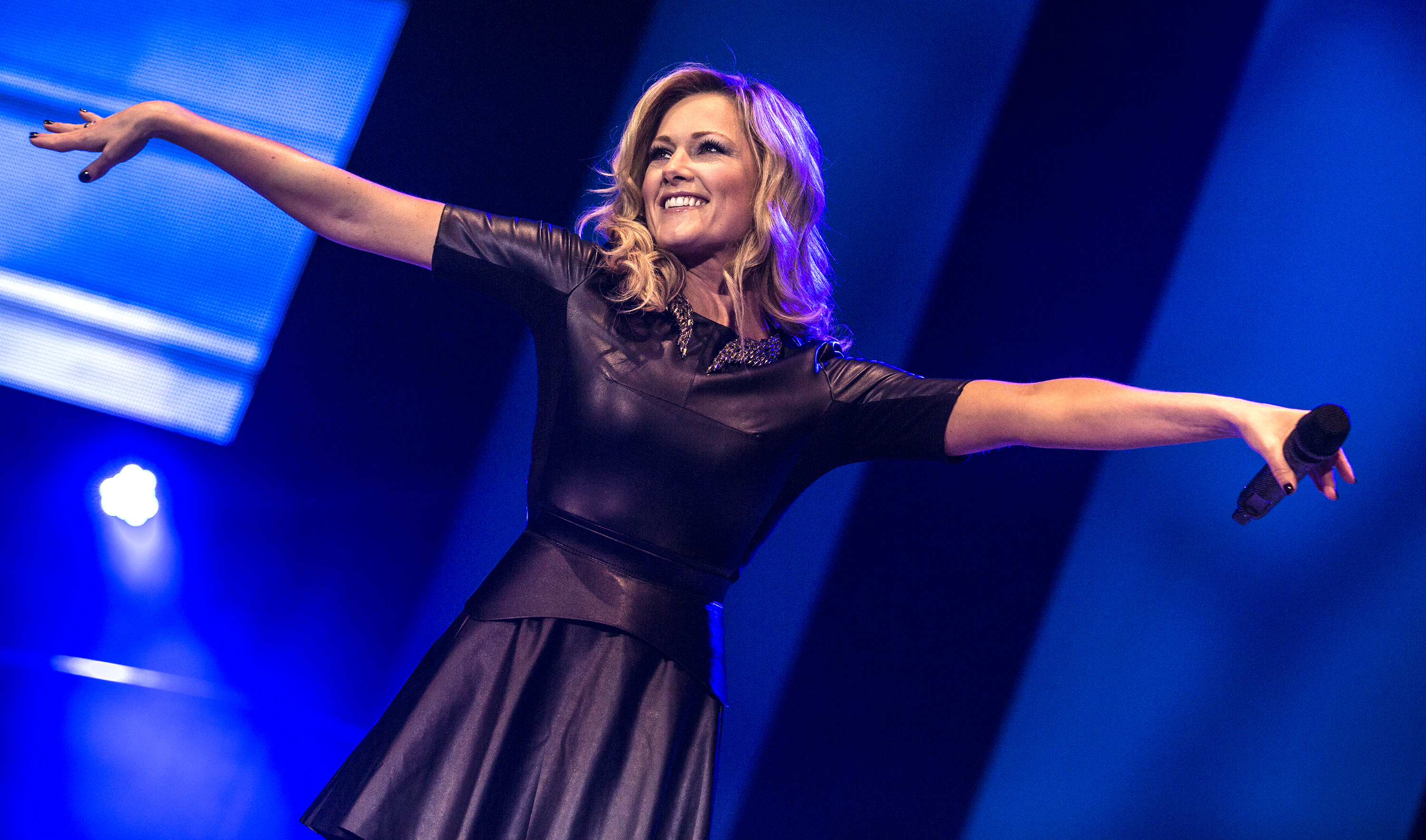
هلن فیشر خواننده سبک اشلانگر

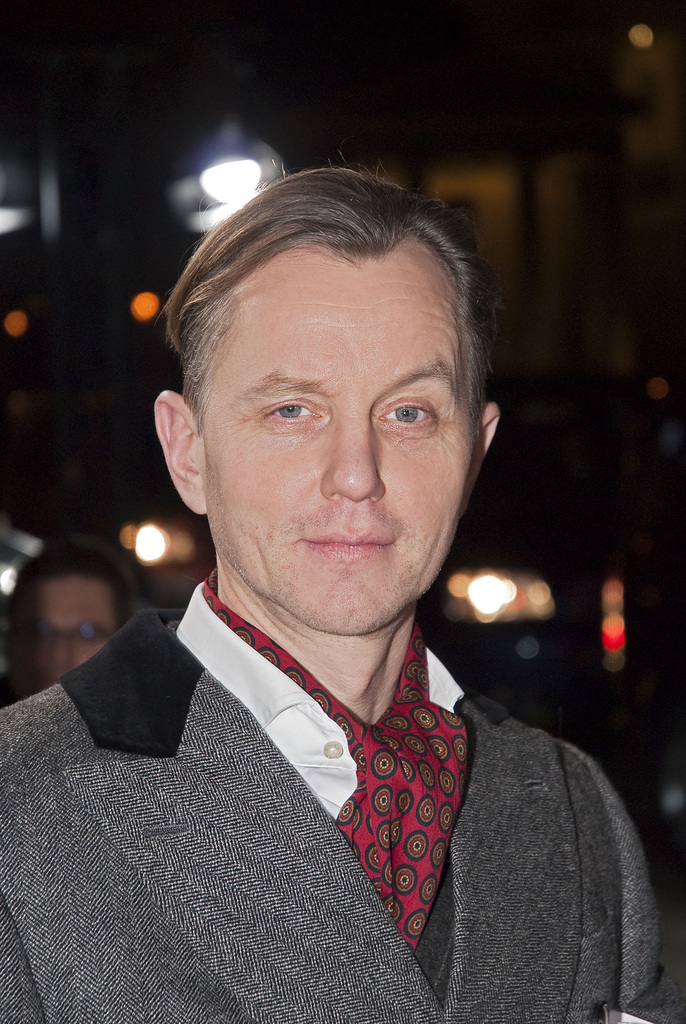
مکس رابه خواننده سبک اشلانگر

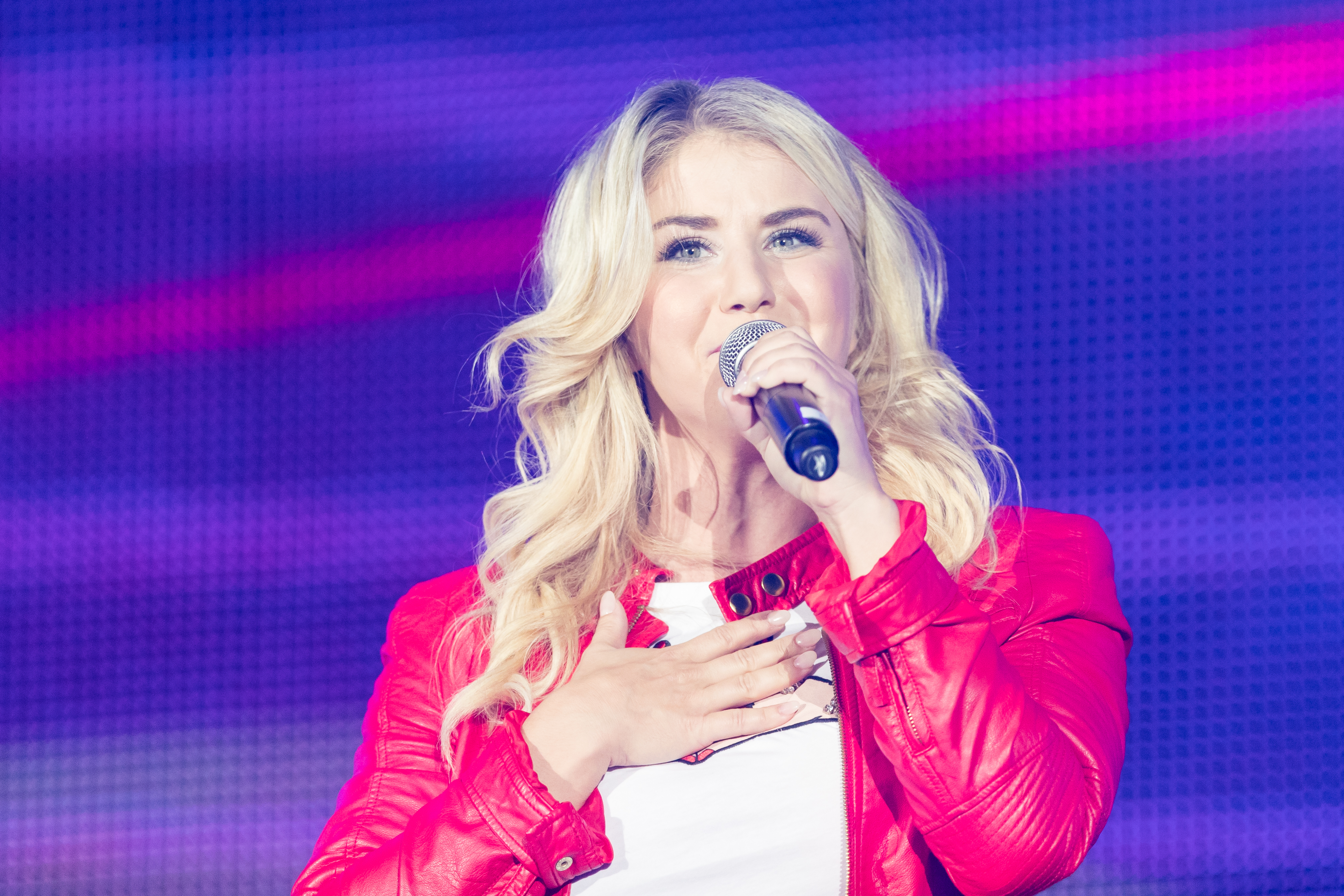
بئاتریس اگلی خواننده سبک اشلانگر

## ادبیات
- تئودور دبلیو آدورنو: مقدمه ای بر جامعه‌شناسی موسیقی. دوازده سخنرانی نظری. II. موسیقی سبک. در: مجموعه نوشته‌ها. نوار ۱۴ سورکمپ، فرانکفورت آم مین، ۱۹۷۳.
- مارکوس باندور: شلاگر . در: کتابچه راهنمای اصطلاحات موسیقی . نوار ۵، ویرایش توسط Hans Heinrich Eggebrecht و Albrecht Riethmüller، ویراستار Markus Bandur, Steiner, Stuttgart 1990 (کپی دیجیتال).
- ماتیاس باردونگ، هرمان دملر، کریستین پرفار (ویرایشات): دایرةالمعارف آثار آلمانی. موسیقی سریال Schott, Mainz 1993, ISBN 3-7957-8208-2.
- هرمان باوزینگر: شلاگر و آهنگ فولکلور. در: کتاب راهنمای آواز عامیانه. نوار ۱: ژانر آهنگ محلی. ۱۹۷۳، ص. ۶۷۹–۶۹۰، urn:nbn:de:bsz:21-opus-50484:{{{2}}}.
- الیور بکرمن: "همیشه معجزه وجود دارد" - تحقیق در مورد وابستگی متقابل ارتباطات روزمره و بازدیدهای آلمانی. کتاب‌های درخواستی، نوردرستت ۲۰۰۷، ISBN 978-3-8370-0045-0.
- آدا بیبر، گونتر هلمز: از تریزونزی‌ها، شوالیه‌های اقتصادی و دلشکستگان. صدای شلاگر دهه ۱۹۵۰. در: گرهارد پل، رالف شوک: صدای قرن. صداها، آهنگ‌ها، صداها از ۱۸۸۹ تا امروز. آژانس فدرال آموزش مدنی، بن ۲۰۱۳، ص. 352-357. ISBN 978-3-8389-7096-7.
- ولفگانگ بوشلینگر: می‌توانستم گریه کنم. از آلمانی Schlager . مقاله رادیویی (SWR2)، ۱۸. سپتامبر 2017 (نسخه خطی (PDF))
- Christian Glanz:
- اینگو گرابوفسکی، مارتین لوکه: ۱۰۰ بازدید قرن . انتشارات اروپایی، هامبورگ ۲۰۰۸، ISBN 3-434-50619-5.
- اینگو گرابوفسکی، مارتین گپ: شلاگر. سفری موسیقایی در زمان الف به ز. نسخه Spielbein, Erlangen 2010، ISBN 978-3-938903-25-4.
- گونتر هلمز: موسیقی و احساسات محبوب. مشاهدات و تأملات در مورد Schlager آلمانی. در: درس آلمانی ۴۸، ۱۹۹۶، ۲، ISSN 0340-2258، ص. ۶۲–۸۴.
- گونتر هلمز: شلاگر. در: Reallexikon der Deutschen Literaturwissenschaft. نوار 3, de Gruyter, Berlin 2003, ISBN 978-3-11-015664-5, p. ۳۷۷–۳۸۰.
- مونیکا کورنبرگر: "یک بار عشق یک آهنگ برای ما خواند". آثار آلمانی دوره بین جنگ در وین و قهرمانان آن. یک دفترچه راهنما Hollitzer Verlag، وین 2021 (Musikkontext 14)، ISBN 978-3-99012-824-4.
- نوربرت لینکه: موسیقی جهان را تسخیر می‌کند. چگونه خانواده اشتراوس وین «موسیقی سبک» را متحول کردند. هرولد، وین ۱۹۸۷، ISBN 3-7008-0361-3.
- راینر موریتز: شلاگر. dtv, Munich 2000, ISBN 3-423-20362-5.
- Stephan Näther, Ernst Regauer: مسابقات جایزه بزرگ یوروویژن و آلمان Schlager از سال 1956. Nather & Regauer، برلین ۱۹۹۱، ۲۰۰۱، ۲۰۰۲.
- کریستین پیترز، باربارا لنگر: لیلی مارلین. یک ضربه تاریخ ساز می‌شود. Süddeutscher Verlag، بن ۲۰۰۱.
- آندره پورت لو روی: شلاگر دروغ نگو، شلاگر آلمانی و سیاست در زمان خود. Klartext, Essen 1998, ISBN 3-88474-657-X.
- Kerstin Rech: The hit، زارلند و دهه هفتاد. Geistkirch Verlag, Saarbrücken 2017, ISBN 978-3-946036-68-5.
- کریستین سیلر (ed.)، راینهلد بکر (بیمار): محبوب‌ترین آثار دهه ۱۹۲۰. سری مروارید، وین/مونیخ ۱۹۹۸، ISBN 3-85223-412-3.
- خانه بنیاد تاریخ جمهوری فدرال آلمان: ملودی برای میلیون‌ها نفر: قرن شلاگر. کاتالوگ نمایشگاه بن ۹ اردیبهشت تا ۵ اکتبر 2008. Kerber, Bielefeld 2008, ISBN 978-3-86678-161-0.
- Membran Music Ltd. : 100 صدای ضبط شده تاریخی Gassenhauer فقط نسخه اصلی، قسمت ۳، Grosser und Stein GmbH, Pforzheim 2004، ISBN 978-3-86562-201-3.